# 松田司郎 (ゴルファー)
松田 司郎（まつだ しろう、1934年1月31日 - ）は日本のプロゴルファー。

## 来歴
1964年の日本オープンでは曇から雨に変わり、冷え込んだ初日に柳田勝司と共に4アンダー68をマークし、杉本英世・佐藤精一らに3打差着けて首位に立つ。
1966年の中日クラウンズでは初日に藤井義将・杉原輝雄と共に67で2位タイに着け、2日目には10番と14番からの4連続バーディを奪い、イン30のトーナメントレコードを記録。同郷の内田繁と共に2位タイに着け、詰めかけたギャラリーを大いに湧かせ、最終的には杉原・林由郎・佐藤と並んでの9位タイであった。
1966年の瀬戸内サーキット広島では杉原を抑えて優勝し、1967年の西日本サーキット下関では戸田藤一郎・杉原と並んでの4位タイに入る。
1968年の日本プロでは2日目には杉原と共に首位の島田幸作から2打差3位に着け、初出場の日本シリーズでは大阪よみうりCCでの初日に河野高明を1打リードして首位に立つが、2日目は逆に河野が松田を1打抑えて首位に立つ。東京よみうりCCに舞台を移した3日目には2位以下に12打差を付け、71の河野に対して松田もベストスコア70をマークしてピタリと並び、最終日も2人の争いは激烈となる。河野とのマッチレースになり、松田が4番でダブルボギーを叩いて河野に流れが来る。アウトを終わって河野が3打リードしていたが、松田も盛り返して15番で1打差に迫るも、河野は17番ロングホールで2オンに成功。バーディーを奪って振り切り、松田は2位に終わる。
1969年の日本オープンでは36ホールの戦いとなった最終日の午前18ホールで2アンダーで首位に立ったが、8位に終わった。
1970年の西日本サーキット宇部で石井朝夫を抑えて優勝し、細石憲二とペアを組んだ全日本プロダブルスでは杉本英世・村上隆ペアの2位に入った。
1971年の旭国際トーナメントでは尾崎将司・鷹巣南雄・島田と並んでの2位タイ、1972年には瀬戸内海サーキット岡山で青木功・鈴村久と並んでの2位タイに入る。
1972年の東海クラシックでは3日目まで首位に立っていたが、13アンダーの首位でスタートした最終日にはアウトで39を叩き後退。
1972年の日本プロでは初日に6、7番アイアンが冴え、他の選手が苦しむ高麗芝の目の強さにも5バーディー、ノーボギーの67で回り、尾崎将・村上に2打差着けて首位に立った。2日目には77を叩いて11位に後退したが、最終的には寺本一郎・中村通と並んでの7位タイに入った。
1973年にはアジアサーキット・シンガポールオープンでは初日に陳健振（ 中華民国）と共に69をマークし、首位と1打差の2位タイでスタート。最終日14番パー3でホールインワンを記録し、初日にホールインワンを記録したウィリアムズ・スチュアート（ オーストラリア）と賞金5000シンガポールドル、日本円で約50万円を分け合った。
国内では日本のプロ競技で初めて行われたチャリティートーナメント「ソニーチャリティークラシック」に出場し、初日に森憲二・木本挙国に次ぐと同時に内田久寿雄と並んでの3位タイでスタートすると、2日目には宮本省三と並んでの5位タイとなる。3日目にはコースレコード63を出して首位に立った田中文雄から2打差の2位となり、最終日は村上隆と並んでの10位タイでフィニッシュ。
1974年の全日空札幌オープンではノーボギーの8バーディ、64のコースレコードで初日首位に立つ。
1977年の日本オープンでは初日に首位のセベ・バレステロス（スペイン）から1打差2位タイに鈴木規夫、前田新作と共に着けた。
1978年の表蔵王国際東北オープンでは2日目に63をマークして首位に立ち、最終日には井岡誠・入江勉・栗原孝・青木基正・川田時志春・地引良吉を抑えて優勝。
シニア転向後は1986年の日本プロシニアで橘田規・戸川一郎に次ぐと同時に謝永郁（中華民国）と並んでの3位タイ、1992年の日本シニアオープンでは木本・鈴村久・松井功と並んでの9位タイに入り、2002年の関西プロゴールドシニアで2日間ベストスコア賞で優勝。

## 主な優勝
レギュラー
- 1961年 - 関西プロ
- 1966年 - 瀬戸内サーキット広島
- 1968年 - 関西プロ
- 1969年 - グランドモナーク
- 1970年 - 西日本サーキット宇部
- 1978年 - 表蔵王国際東北オープン

シニア
- 2002年 - 関西プロゴールドシニア